# Roberto Sorrentino
Roberto Sorrentino (Napoli, 14 agosto 1955) è un allenatore di calcio ed ex calciatore italiano, di ruolo portiere.

## Biografia
Anche suo figlio Stefano è un ex portiere.
Il conduttore Rai e doppiatore Claudio Sorrentino era suo cugino.

## Carriera

### Giocatore
Dopo due anni trascorsi nelle giovanili del Napoli, giocò nella Nocerina, nella Paganese e alcuni anni nel Catania (dal 1979 al 1984) di cui fu capitano e trascinatore nella promozione in Serie A.

Sorrentino in uscita su Marco Tardelli durante Catania-Juventus (0-2) del 20 novembre 1983

Iniziò in Serie C1 con gli etnei che, allenati da Lino De Petrillo, raggiunsero la Serie B al termine del campionato di Serie C1 1979-1980; dopo due anni in Serie B, con il 13º e il 9º posto ottenuti, la squadra ottenne la promozione in Serie A nel campionato 1982-1983 dopo gli spareggi. In questi il Catania batté 1-0 il Como e pareggiò 0-0 con la Cremonese.
Passò poi al Cagliari in Serie B e infine al Bologna in massima serie.
Complessivamente conta 41 presenze in Serie A e 163 in Serie B.

### Allenatore
Conclusa la carriera da calciatore, si è dedicato a quella di allenatore, arrivando alla Serie C1 con il Palazzolo ed alla Serie C2 con Fasano e Frosinone, ed ha lavorato come preparatore dei portieri e allenatore delle giovanili in Juventus e Torino.
Dopo diversi anni in Serie D, continua la carriera di allenatore con il Luco Canistro dopo essere subentrato ad Angelo Pierleoni alla seconda giornata del campionato 2010-2011, venendo esonerato dopo la sesta giornata di ritorno.
Il 28 luglio 2013 diventa il responsabile dell'area tecnica del Ragusa, quindi il 1º novembre seguente diventa l'allenatore della squadra a seguito dell'esonero di Simone Righetti. Aiutato dal suo vice Salvatore Utro, Sorrentino lascia la squadra dopo due partite rispondendo alla chiamata del Teuta, squadra della massima serie albanese.
Il 30 maggio 2018 viene annunciato come allenatore e direttore sportivo dell'Argentina di Arma di Taggia, in Serie D. Nel 2019 ha incominciato ad allenare il Cervo F.C. in Seconda Categoria, dove lo raggiungerà poi il figlio come attaccante. Il 25 giugno 2020 viene annunciato come nuovo allenatore della FC Torinese in Promozione mentre il figlio sarà il direttore tecnico.
Il 6 giugno 2022 viene ufficializzato come nuovo allenatore del Chieri, club di Serie D presieduto da suo figlio Stefano. Nella stagione 2022-2023 ottiene una salvezza tranquilla piazzandosi dodicesimo.
Nell'estate 2024 si accorda con la Pro Novara, squadra iscritta al torneo di Eccellenza. Avventura che però termina dopo appena quattro partite e con la squadra ancora ferma a zero punti in classifica.

## Palmarès

### Giocatore
- Campionato italiano Serie C1: 1

Catania: 1979-1980 (girone B)
Campionato Italiano serie B Catania: 1982/83